# Liste von Transportbehältern gemäß den Kennblättern fremden Geräts D 50/9

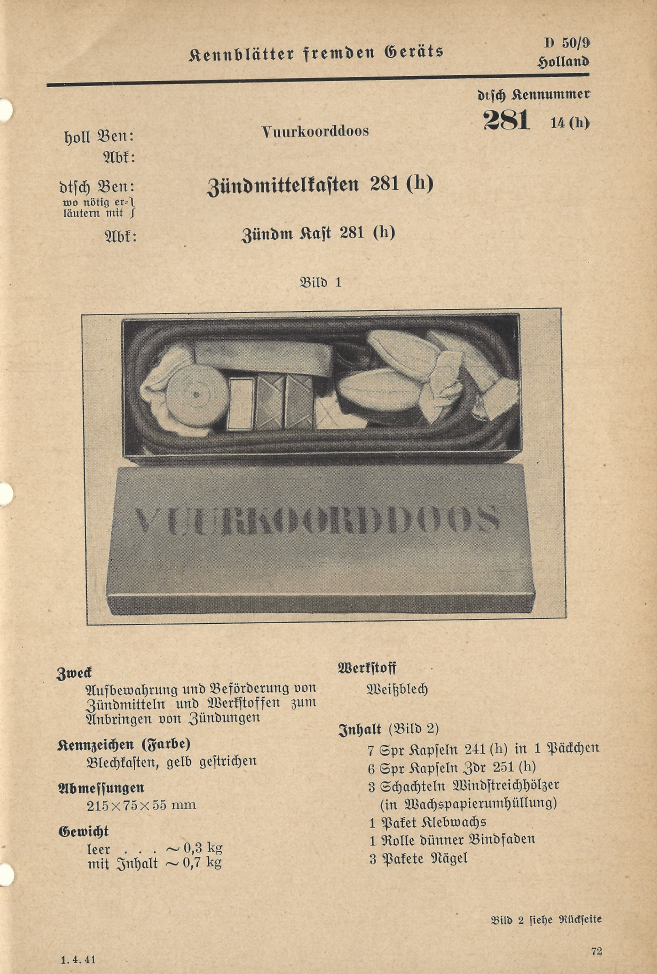
Kennblattbeispiel zu
D 50/9 Nr 281 14 (h)

In dieser Liste von Transportbehältern gemäß den Kennblättern fremden Geräts D 50/9 werden Transportbehälter jeglicher Art aufgeführt, die vom Heereswaffenamt verzeichnet wurden.
Nachfolgend ein Überblick/Auszug zur offiziellen Dokumentation Kennblätter fremden Geräts D 50/9: Nahkampf-, Spreng- und Zündmittel, Brandmittel, MG-Geräte, Sperren.

## Hinweise zur Liste
Aufbau der Tabelle
Untenstehende Tabelle führt folgenden Spalteninhalte:
- dtsch. Kennnr. (deutsche Kenn-Nummer), dies entspricht dem Originalindex in den Kopfzeilen der Kennblätter mit Kennnummer, Stoffgebietenummer und Beutezeichen.
- Abk. dtsch. Ben. (Abkürzung deutsche Benennung), Originalbezeichnung entnommen aus der fünften Zeile der Kennblätter.
- Landesbez. nach HWA (Heereswaffenamt), Originalangaben entnommen aus der ersten Zeile der Kennblätter.
- Bild, eine Bildauswahl aus Wikipedia für dieses Objekt.
- Bemerkungen, Hier werden Links zu bereits existierenden Wikipedia-Artikeln eingetragen.

 Info: Die in der Tabelle angegebenen Originaleinträge sollen nicht geändert werden, weil diese den Angaben aus den Kennblättern entsprechen. Nach neuerem Forschungsstand sind teilweise Errata in den Kennblättern erkannt worden. Diese werden unten im Abschnitt Anmerkungen jeweils zur Kenn-Nummer erläutert. Die Wikilinks in den runden Klammern sollten das Lemma der entsprechenden Artikel in Wikipedia enthalten.

## Tabellarische Übersicht
| dtsch. Kennr. | Abk. dtsch. Ben.        | Landesbez.nach HWA (Wikipedia-Artikel) | Bild         | Bemerkungen |
| ------------- | ----------------------- | -------------------------------------- | ------------ | --- |
| 280 14 (h)    | Kasten: Zdschn. 280 (h) | in D 50/9 keine Angaben                |              | 2 Haspeln mit 30 m Zeitzündschnur 201 (h) und 2 Haspeln mit 75 m Knallzündschnur 220 (h) |
| 281 14 (h)    | Zündm. Kast. 281 (h)    | Vuurkoorddoos                          |              | 7 Sprengkapseln 241 (h), 6 Sprengkapselzünder 251 (h), 3 Schachteln Windstreichhölzer, 1 Paket Klebwachs, 1 Rolle dünner Bindfaden, 3 Pakete Nägel |
| 282 14 (r)    | Spr. Ka. K. 282 (r)     | in D 50/9 keine Angaben                |              | 100 Sprengkapseln 242 (r) |
| 283 14 (r)    | Spr. Ka. K. 283 (r)     | in D 50/9 keine Angaben                |              | 13 Sprengkapseln 242 (r) |
| 284 14 (r)    | Spr. Ks. K. 284 (r)     | in D 50/9 keine Angaben                |              | 25 Sprengkapseln 243 (r) |
| 285 14 (r)    | Spr. Ks. K. 285 (r)     | in D 50/9 keine Angaben                | Bilderwunsch | 10 Sprengkapseln 242 (r) |
| 286 14 (b)    | Spr. Ks. K. 286 (b)     | in D 50/9 keine Angaben                |              | 100 Sprengkapseln 244 (b) |
| 287 14 (j)    | Spr. Ks. K. 287 (j)     | in D 50/9 keine Angaben                |              | 25 Sprengkapseln 245 (j) |
| 288 14 (j)    | G. Z. K. 288 (j)        | in D 50/9 keine Angaben                |              | 50 Glühzünder 261/1 (j) oder 50 Glühzünder 261/2 |
| 289 14 (r)    | Zm. K. 289 (r)          | in D 50/9 keine Angaben                | Bilderwunsch | 2× 32 m Zeitzündschnur 202 (r) oder 2× 32 m Zeitzündschnur 203 (r), 2× 24 m Zeitzündschnur 202 (r) oder 2× 24 m Zeitzündschnur 203 (r), 2 Trommeln Knallzündschnur 222 (r), 1 Sprengkapselnkasten 282 (r), 3 Sprengkapselkästen 285 (r), 2× 50 Glühzünder 262 (r) |
| 290 14 (e)    | Spr. Kst. 290 (e)       | in D 50/9 keine Angaben                | Bilderwunsch | 10 Sprengkapseln 246 (e) |
| 901 15 f)     | Hdgr. K. 901 (f)        | in D 50/9 keine Angaben                | Bilderwunsch | 24 Brandeihandgranaten 701 (f) |
| 902 14 (b)    | Hdgr. K. 902 (b)        | in D 50/9 keine Angaben                | Bilderwunsch | 50 Eihandgranaten 302 (b) |
| 903 14 (a)    | Hdgr. K. 903 (a)        | in D 50/9 keine Angaben                | Bilderwunsch | Eihandgranaten 306 (a) |
| 904 14 (b)    | Hdgr. K. 904 (b)        | in D 50/9 keine Angaben                | Bilderwunsch | Eihandgranaten 314 (b) |
| 905 14 (e)    | Hdgr. K. 905 (e)        | in D 50/9 keine Angaben                |              | 5 Handgranaten 335 (e) und 5 Handgranatenzünder 705 (e) |
| 906 14 (e)    | Hdgr. K. 906 (e)        | in D 50/9 keine Angaben                | Bilderwunsch | 10 Handgranaten 340 (e) |
| 907 14 (e)    | Hdgr. K. 907 (e)        | in D 50/9 keine Angaben                | Bilderwunsch | 34 Eihandgranaten 324 (e) |
| 908 14 (j)    | Hdgr. K. 908 (j)        | in D 50/9 keine Angaben                | Bilderwunsch | 55 Eihandgranaten 303 (j) |
| 909 14 (j)    | Hdgr. K. 909 (j)        | in D 50/9 keine Angaben                | Bilderwunsch | 30 Eihandgranaten 304 (j) oder 30 Eihandgranaten 320 (j) |
| 910 14 (p)    | Hdgr. K. 910 (p)        | in D 50/9 keine Angaben                | Bilderwunsch | Eihandgranaten 325 (p) oder Eihandgranaten 326 (p) |
| 911 14 (b)    | Hdgr. K. 911 (b)        | in D 50/9 keine Angaben                | Bilderwunsch | Eihandgranaten 311 (b) entspricht Hdgr. K. 911 (e) und Hdgr. K. 911 (g) |
| 911 14 (e)    | Hdgr. K. 911 (e)        | in D 50/9 keine Angaben                | Bilderwunsch | Eihandgranaten 311 (b) entspricht Hdgr. K. 911 (b) und Hdgr. K. 911 (g) |
| 911 14 (g)    | Hdgr. K. 911 (g)        | in D 50/9 keine Angaben                | Bilderwunsch | Eihandgranaten 311 (b) entspricht Hdgr. K. 911 (b) und Hdgr. K. 911 (e) |
| 912 14 (j)    | Hdgr. K. 912 (j)        | in D 50/9 keine Angaben                | Bilderwunsch | 20 Eihandgranaten 316 (j) |
| 913 14 (j)    | Hdgr. K. 913 (j)        | in D 50/9 keine Angaben                | Bilderwunsch | 50 Eihandgranaten 309 (j) |
| 914 14 (j)    | Hdgr. K. 914 (j)        | in D 50/9 keine Angaben                | Bilderwunsch | 80 Eihandgranaten 309 (j) |
| 915 14 (j)    | Hdgr. K. 915 (j)        | in D 50/9 keine Angaben                | Bilderwunsch | 23 Eihandgranaten 315 (j) |
| 916 14 (j)    | Hdgr. K. 916 (j)        | in D 50/9 keine Angaben                | Bilderwunsch | 44 Eihandgranaten 315 (j) |
| 917 14 (r)    | Hdgr. K. 917 (r)        | in D 50/9 keine Angaben                |              | 80 Handgranaten 336 (r) |
| 918 14 (r)    | Hdgr. K. 918 (r)        | in D 50/9 keine Angaben                |              | 20 Eihandgranaten 307 (r) oder 20 Eihandgranaten 310 (r) |
| 919 14 (r)    | Hdgr. K. 919 (r)        | in D 50/9 keine Angaben                | Bilderwunsch | 40 Eihandgranaten 307 (r) oder 40 Eihandgranaten 310 (r) |
| 920 14 (r)    | Hdgr. K. 920 (r)        | in D 50/9 keine Angaben                | Bilderwunsch | Eihandgranaten 339 (r) |
| 921 14 (n)    | Hdgr. K. 921 (n)        | in D 50/9 keine Angaben                | Bilderwunsch | Handgranaten 333 (n) |
| 922 14 (r)    | Hdgr. K. 922 (r)        | in D 50/9 keine Angaben                | Bilderwunsch | Handgranaten 308 (r) |
| 923 14 (r)    | Hdgr. K. 923 (r)        | in D 50/9 keine Angaben                | Bilderwunsch | Handgranaten 341 (r) |
| 924/1 14 (i)  | Hdgr. K. 924/1 (i)      | Imballaggio Bombe a Mano               |              | 72 Handgranaten 327 (i) |
| 924/2 14 (i)  | Hdgr. K. 924/2 (i)      | Imballaggio Bombe a Mano               |              | 72 Handgranaten 328 (i) |
| 924/3 14 (i)  | Hdgr. K. 924/3 (i)      | Imballaggio Bombe a Mano               |              | 72 Handgranaten 329 (i) |
| 925 14 (d)    | Hdgr. K. 925 (d)        | in D 50/9 keine Angaben                | Bilderwunsch | Handgranaten 342 (d) |
| 926 14 (d)    | Hdgr. K. 926 (d)        | in D 50/9 keine Angaben                | Bilderwunsch | Handgranaten 343 (d) |
| 927 14 (b)    | Hdgr. K. 927 (b)        | in D 50/9 keine Angaben                | Bilderwunsch | Handgranaten 330 (b) oder Handgranaten 331 (b) |
| 932 14 (a)    | Z. K. 932 (a)           | in D 50/9 keine Angaben                |              | 10 Sabotagezünder 770 (a), entspricht Z. K. 932 (e) und Z. K. 932 (r) |
| 932 14 (e)    | Z. K. 932 (e)           | in D 50/9 keine Angaben                | Bilderwunsch | 10 Sabotagezünder 770 (e), entspricht Z. K. 932 (a) und Z. K. 932 (r) |
| 932 14 (r)    | Z. K. 932 (r)           | in D 50/9 keine Angaben                | Bilderwunsch | 10 Sabotagezünder 770 (r), entspricht Z. K. 932 (a) und Z. K. 932 (e) |
| 933 14 (e)    | Z. K. 933 (e)           | in D 50/9 keine Angaben                | Bilderwunsch | 5 Sabotagezünder 771 (e) |
| 934 14 (e)    | Z. K. 934 (e)           | in D 50/9 keine Angaben                | Bilderwunsch | Zugzünder 502 (e) |
| 936 14 (e)    | Z. K. 936 (e)           | in D 50/9 keine Angaben                | Bilderwunsch | Schlagzünder 511 (e) |
| 937 14 (r)    | Z. K. 937 (r)           | in D 50/9 keine Angaben                | Bilderwunsch | Druckzünder 551 (r) |
| 942 14 (i)    | Z. K. 942 (i)           | in D 50/9 keine Angaben                |              | 100 Minenzünder 540/1 (i) |
| 943 14 (i)    | Z. K. 943 (i)           | in D 50/9 keine Angaben                |              | 4 Minenzünder 540/2 (i) |
| 944 14 (p)    | Z. K. 944 (p)           | in D 50/9 keine Angaben                | Bilderwunsch | Minenzünder 535 (p) |
| 945 14 (e)    | Z. K. 945 (e)           | in D 50/9 keine Angaben                | Bilderwunsch | Minenzünder 534 (e) |
| 946 14 (h)    | Z. K. 946 (h)           | in D 50/9 keine Angaben                | Bilderwunsch | Minenzünder 532 (h) |
| 947 14 (g)    | Z. K. 947 (g)           | in D 50/9 keine Angaben                | Bilderwunsch | Minenzünder 533 (g) |
| 948 14 (e)    | Z. K. 948 (e)           | in D 50/9 keine Angaben                | Bilderwunsch | Minenzünder 530 (e) |
| 951 14 (b)    | Z. K. 951 (b)           | in D 50/9 keine Angaben                |              | 40 Handgranatenzünder 701 (b), entspricht Z. K. 951 (f) und Z. K. 951 (g) |
| 951 14 (f)    | Z. K. 951 (f)           | in D 50/9 keine Angaben                |              | 40 Handgranatenzünder 701 (f), entspricht Z. K. 951 (b) und Z. K. 951 (g) |
| 951 14 (g)    | Z. K. 951 (g)           | in D 50/9 keine Angaben                |              | 40 Handgranatenzünder 701 (g), entspricht Z. K. 951 (b) und Z. K. 951 (f) |
| 952 14 (b)    | Z. Sch. 952 (b)         | in D 50/9 keine Angaben                |              | 12 Handgranatenzünder 702 (b), entspricht Z. Sch. 952 (e) und Z. Sch. 952 (g) |
| 952 14 (e)    | Z. Sch. 952 (e)         | in D 50/9 keine Angaben                |              | 12 Handgranatenzünder 702 (e), entspricht Z. Sch. 952 (b) und Z. Sch. 952 (g) |
| 952 14 (g)    | Z. Sch. 952 (g)         | in D 50/9 keine Angaben                |              | 12 Handgranatenzünder 702 (g), entspricht Z. Sch. 952 (b) und Z. Sch. 952 (e) |
| 953 14 (b)    | Z. K. 953 (b)           | in D 50/9 keine Angaben                |              | 50 Handgranatenzünder 703 (b), entspricht Z. K. 953 (f) |
| 953 14 (f)    | Z. K. 953 (f)           | in D 50/9 keine Angaben                |              | 50 Handgranatenzünder 703 (f), entspricht Z. K. 953 (b) |
| 954 14 (b)    | Z. K. 954 (b)           | in D 50/9 keine Angaben                |              | 25 Handgranatenzünder (Üb.) 704 (f) |
| 955 14 (j)    | Z. K. 955 (j)           | in D 50/9 keine Angaben                | Bilderwunsch | Handgranatenzünder 709/1 (j) oder Handgranatenzünder 709/2 (j) |
| 956 14 (j)    | Z. K. 956 (j)           | in D 50/9 keine Angaben                | Bilderwunsch | Handgranatenzünder 710/1 (j) oder Handgranatenzünder 710/2 (j) |
| 957 14 (j)    | Z. K. 957 (j)           | in D 50/9 keine Angaben                | Bilderwunsch | Handgranatenzünder 711 (j) |
| 958 14 (r)    | Z. K. 958 (r)           | in D 50/9 keine Angaben                | Bilderwunsch | Handgranatenzünder 708 (r) |
| 959 14 (r)    | Z. K. 959 (r)           | in D 50/9 keine Angaben                | Bilderwunsch | Handgranatenzünder 712 (r) |
| 960 14 (a)    | Z. K. 960 (a)           | in D 50/9 keine Angaben                | Bilderwunsch | Handgranatenzünder 713 (a) |

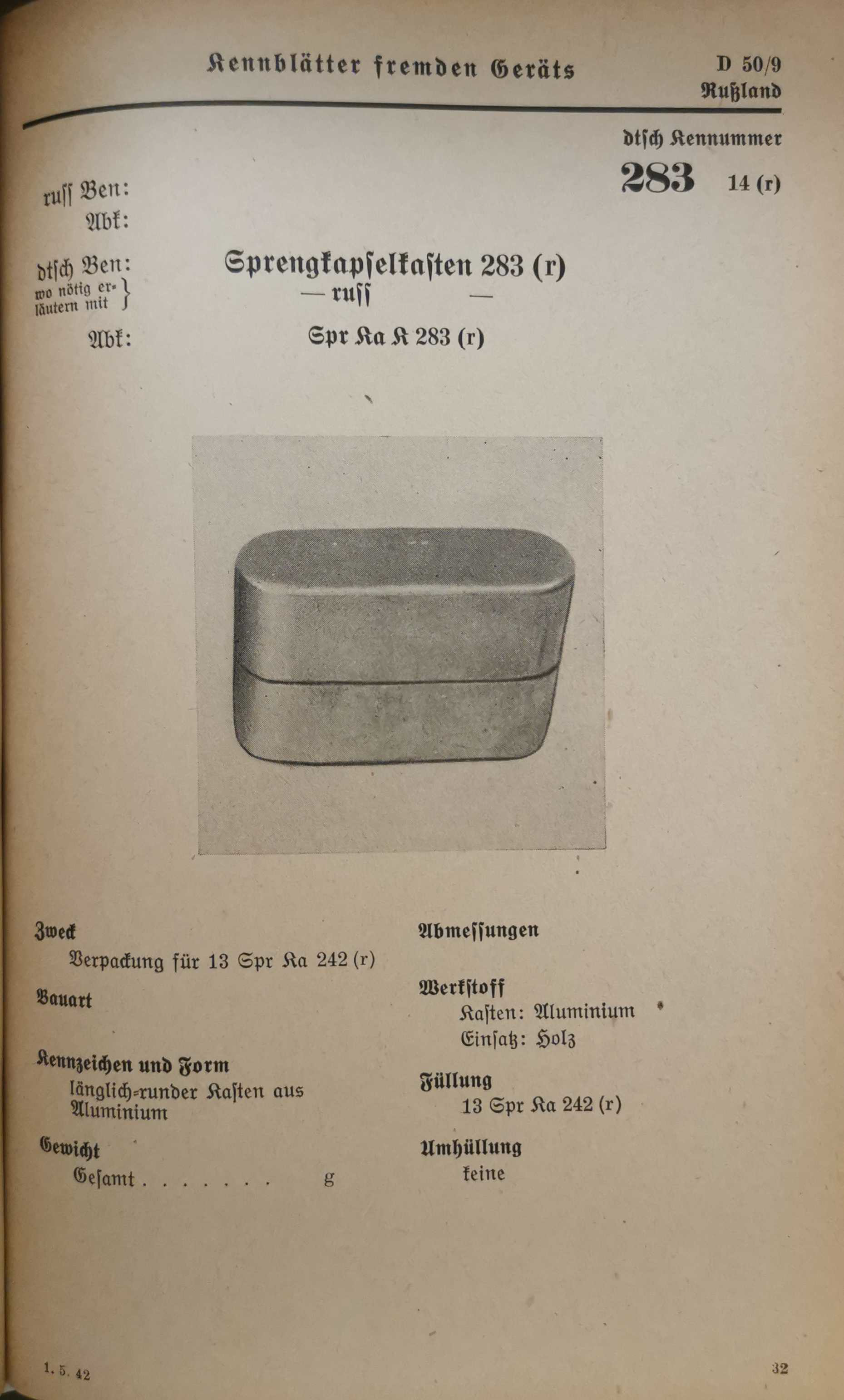
Kennblattbeispiel zu D 50/9 Nr 283 14 (r)
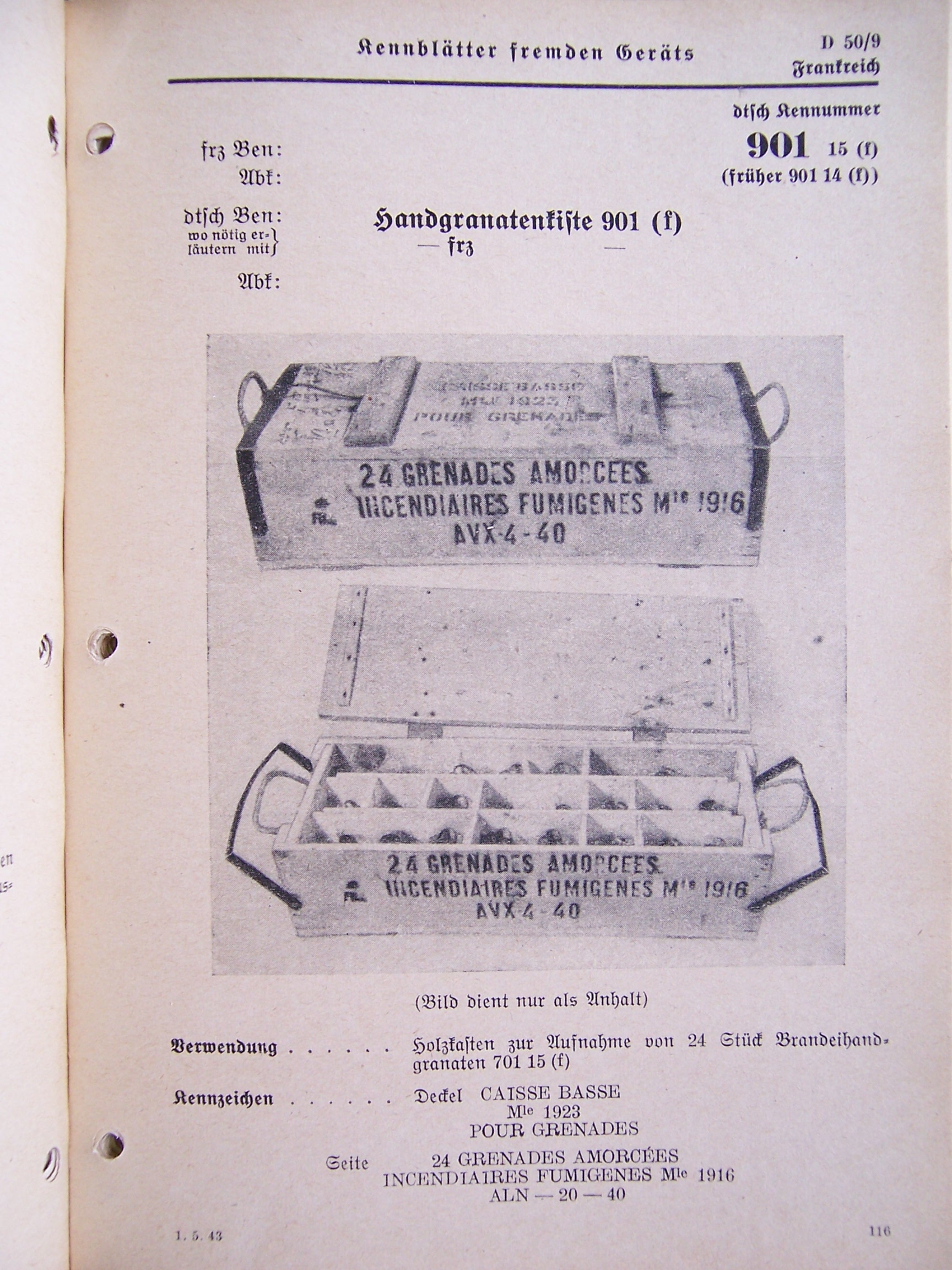
Kennblattbeispiel zu D 50/9 Nr 901 14 (f)

| 961 14 (p)    | Z. K. 961 (p)           | in D 50/9 keine Angaben                | Bilderwunsch | 24 Handgranatenzünder 701 (p) |
| 963 14 (r)    | Z. Sch. 963 (r)         | in D 50/9 keine Angaben                | Bilderwunsch | 21 Handgranatenzünder 714 (r) |
| 965 14 (r)    | Z. K. 965 (r)           | in D 50/9 keine Angaben                | Bilderwunsch | Handgranatenzünder 706 (r) |
| 967 14 (h)    | Z. K. 967 (h)           | in D 50/9 keine Angaben                | Bilderwunsch | Handgranatenzünder 722 (h) |
| 968 14 (b)    | Z. K. 968 (b)           | in D 50/9 keine Angaben                | Bilderwunsch | Handgranatenzünder 718 (b) |
| 976 14 (g)    | Mi. K. 976 (g)          | in D 50/9 keine Angaben                | Bilderwunsch | Panzerabwehrminen 417 (g) |
| 977 14 (h)    | Mi. K. 977 (h)          | in D 50/9 keine Angaben                |              | 2 Panzerabwehrminen 418 (h) |
| 978 14 (r)    | Mi. K. 978 (r)          | in D 50/9 keine Angaben                | Bilderwunsch | Panzerabwehrminen 425 (r) |
| 979 14 (p)    | Mi. K. 979 (p)          | in D 50/9 keine Angaben                | Bilderwunsch | Panzerabwehrminen 426 (p) |
| 980 14 (e)    | Mi. K. 980 (e)          | in D 50/9 keine Angaben                | Bilderwunsch | Panzerabwehrminen 446 (e) |
| 981 14 (e)    | Mi. K. 981 (e)          | in D 50/9 keine Angaben                | Bilderwunsch | Schützenminen 389 (e) |
| 982 14 (e)    | Mi. K. 982 (e)          | in D 50/9 keine Angaben                | Bilderwunsch | Schützenminen 445 (e) |
| 983 14 (a)    | Mi. K. 983 (a)          | in D 50/9 keine Angaben                | Bilderwunsch | Sabotageladungen 483 (a), entspricht Mi. K. 983 (e) und Mi. K. 983 (r) |
| 983 14 (e)    | Mi. K. 983 (e)          | in D 50/9 keine Angaben                | Bilderwunsch | Sabotageladungen 483 (e), entspricht Mi. K. 983 (a) und Mi. K. 983 (r) |
| 983 14 (r)    | Mi. K. 983 (r)          | in D 50/9 keine Angaben                | Bilderwunsch | Sabotageladungen 483 (r), entspricht Mi. K. 983 (a) und Mi. K. 983 (e) |
| 984 14 (e)    | Mi. K. 984 (e)          | in D 50/9 keine Angaben                | Bilderwunsch | Sabotageladungen 481 (e), entspricht Mi. K. 983 (r) |
| 984 14 (r)    | Mi. K. 984 (r)          | in D 50/9 keine Angaben                | Bilderwunsch | Sabotageladungen 481 (r), entspricht Mi. K. 983 (e) |
| 986 14 (i)    | Mi. K. 986 (i)          | in D 50/9 keine Angaben                | Bilderwunsch | Schützenmine 386 (i) |
| 987 14 (i)    | Mi. K. 987 (i)          | in D 50/9 keine Angaben                | Bilderwunsch | 21 Schützenmine 387 (i) |
| 988 14 (i)    | Mi. K. 988 (i)          | in D 50/9 keine Angaben                | Bilderwunsch | Springmine 388 (i) |
| 989 14 (i)    | Mi. K. 989 (i)          | in D 50/9 keine Angaben                | Bilderwunsch | Panzerabwehrmine 427 (i) |
| 990 14 (i)    | Mi. K. 990 (i)          | in D 50/9 keine Angaben                |              | 2 Panzerabwehrminen 428/1 (i) oder 2 Panzerabwehrminen 428/2 (i) |

- Kennblattbeispiel zu
D 50/9 Nr 283 14 (r)
- Kennblattbeispiel zu
D 50/9 Nr 901 14 (f)